# 刘永富
刘永富（1957年4月—），男，湖北随州人，中华人民共和国政治人物。中共十七大代表。中共甘肃省第十一届省委委员。第十二届全国人大代表。十三届全国政协委员、农业和农村委员会副主任（2021年3月增补）。

## 生平
1974年12月参加工作，历任空军工程兵第一总队一大队战士、总队司令部军务科保密员、二大队十连副指导员。1977年1月加入中国共产党。1983年9月起，历任空军后勤部政治部干部处正连职、副营职干事。1987年4月，任劳动人事部军转办计划处干部。其间，1985年9月至1987年7月在中国人民大学二分校法律系法学专业学习。1988年7月，任劳动部办公厅值班室副主任兼部党组秘书。
1990年11月，任国务院办公厅秘书四局二组二秘（副处级）。1991年10月，任国务院办公厅秘书四局二组副组长（副处级）。1992年9月，任国务院办公厅秘书四局二组组长（正处级）。1995年10月，任国务院办公厅秘书四局助理政务专员（副局级）。
1998年3月，任劳动和社会保障部办公厅负责人兼部党组秘书。其间，1997年9月至1998年7月在中央党校一年制中青年干部培训班学习。1998年7月，任劳动和社会保障部办公厅主任。其间，1997年9月至2000年7月在中央党校研究生院在职研究生班法学专业学习，获得中央党校在职研究生学历。2002年2月，任劳动和社会保障部副部长、党组成员，国务院三峡工程建设委员会委员，国务院振兴东北地区等老工业基地领导小组成员，中央文化体制改革工作领导小组成员。其间，2006年11月至2007年1月在中央党校省部级干部进修班A班学习。
2007年12月，任中共甘肃省委常委、副省长，甘肃省人民政府党组成员。2008年1月27日，甘肃省十一届人大一次会议选举为甘肃省人民政府副省长。2011年3月，任中共甘肃省委常委、常务副省长、甘肃省人民政府党组成员。
2013年11月，任国务院扶贫开发领导小组办公室党组书记、主任。至2021年1月脱贫攻坚任务完成后离职。